# Fußball-Asienmeisterschaft der Frauen 2008
Die 16. Fußball-Asienmeisterschaft der Frauen (offiziell: AFC Women's Asian Cup 2008™) wurde in der Zeit vom 28. Mai bis 8. Juni 2008 in Vietnam ausgetragen. Es traten acht Mannschaften zunächst in der Gruppenphase in zwei Gruppen und danach im K.-o.-System gegeneinander an. Das südostasiatische Land war erstmals Gastgeber der Asienmeisterschaft. Hauptspielort war das Thống Nhất Stadium. Gleichzeitig angepfiffene Spiele wurden im Army Stadium ausgetragen, das bereits Gastgeber eines Vorrundenspiels bei der Asienmeisterschaft der Männer ein Jahr zuvor gewesen war. Beide Stadien befinden sich in der größten Stadt Vietnams, Ho-Chi-Minh-Stadt.
Gewinner des Turniers wurde Nordkorea, das sich im Finale gegen den Titelverteidiger China mit 2:1 durchsetzen konnte. Dritter wurde Japan, die Nadeshiko gewann das Spiel um Platz drei gegen die Auswahl Australiens mit 3:0. Die Nationalmannschaft des Gastgebers schied bereits in der Vorrunde aus.
Torschützenkönigin wurde Ri Kum-suk, der Mannschaftsführerin Nordkoreas gelangen während des Turniers sieben Treffer, darunter ein Hattrick bei 3:0 über Australien im Halbfinale sowie ein weiterer Treffer im Finale gegen China. Beste Spielerin des Turniers wurde Homare Sawa aus Japan.

## Qualifikation
Die Qualifikation für das Turnier wurde in zwei Phasen ausgetragen. Aufgrund der Platzierungen bei der Asienmeisterschaft 2006 wurden Australien, China, Japan und Nordkorea für die Endrunde gesetzt und mussten sich daher nicht qualifizieren.

### Teilnehmer
Schließlich qualifizierten sich folgende Mannschaften für die Endrunde:
| 4 gesetzte Mannschaften | Australien | China             | Japan    | Nordkorea |
| 4 Qualifikanten         | Südkorea   | Chinesisch Taipeh | Thailand | Vietnam   |

### Auslosung
Die Auslosung fand am 18. April 2008 im Hotel „Park Royal“ in Ho-Chi-Minh-Stadt statt. Die acht Mannschaften wurden auf drei Lostöpfe aufgeteilt. Im ersten Topf befanden sich die topgesetzten Mannschaften aus Australien und China. Im Topf zwei fanden sich die Auswahlen von Nordkorea und Japan wieder. Die restlichen Mannschaften wurden in den dritten Topf eingeteilt.

## Vorrunde

### Gruppe A
| Pl. | Land      | Sp. | S | U | N | Tore    | Diff. | Punkte |
| --- | --------- | --- | - | - | - | ------- | ----- | ------ |
| 1.  | Nordkorea | 3   | 3 | 0 | 0 | 009:000 | +9    | 09     |
| 2.  | China     | 3   | 2 | 0 | 1 | 006:200 | +4    | 06     |
| 3.  | Vietnam   | 3   | 1 | 0 | 2 | 001:400 | −3    | 03     |
| 4.  | Thailand  | 3   | 0 | 0 | 3 | 001:110 | −10   | 0      |

|              |   |           |           |
| 28. Mai 2008 |   |           |           |
| China        | – | Vietnam   | 1:0 (1:0) |
| Nordkorea    | – | Thailand  | 5:0 (3:0) |
| 30. Mai 2008 |   |           |           |
| Vietnam      | – | Nordkorea | 0:3 (0:2) |
| Thailand     | – | China     | 1:5 (1:3) |
| 1. Juni 2008 |   |           |           |
| China        | – | Nordkorea | 0:1 (0:1) |
| Vietnam      | – | Thailand  | 1:0 (0:0) |

### Gruppe B
| Pl. | Land              | Sp. | S | U | N | Tore    | Diff. | Punkte |
| --- | ----------------- | --- | - | - | - | ------- | ----- | ------ |
| 1.  | Japan             | 3   | 2 | 0 | 1 | 015:400 | +11   | 06     |
| 1.  | Australien        | 3   | 2 | 0 | 1 | 007:300 | +4    | 06     |
| 3.  | Südkorea          | 3   | 2 | 0 | 1 | 005:300 | +2    | 06     |
| 4.  | Chinesisch Taipeh | 3   | 0 | 0 | 3 | 000:170 | −17   | 0      |

|                   |   |                   |            |
| 29. Mai 2008      |   |                   |            |
| Australien        | – | Chinesisch Taipeh | 4:0 (2:0)  |
| Japan             | – | Südkorea          | 1:3 (1:2)  |
| 31. Mai 2008      |   |                   |            |
| Chinesisch Taipeh | – | Japan             | 0:11 (0:2) |
| Südkorea          | – | Australien        | 0:2 (0:1)  |
| 2. Juni 2008      |   |                   |            |
| Australien        | – | Japan             | 1:3 (0:2)  |
| Chinesisch Taipeh | – | Südkorea          | 0:2 (0:1)  |

## Finalrunde

### Halbfinale
|              |   |            |           |
| 5. Juni 2008 |   |            |           |
| Nordkorea    | – | Australien | 3:0 (2:0) |
| 5. Juni 2008 |   |            |           |
| Japan        | – | China      | 1:3 (0:0) |

### Spiel um Platz 3
|              |   |       |           |
| 8. Juni 2008 |   |       |           |
| Australien   | – | Japan | 0:3 (0:1) |

### Finale
|              |   |       |           |
| 8. Juni 2008 |   |       |           |
| Nordkorea    | – | China | 2:1 (0:1) |

## Schiedsrichterinnen
- Tammy Ogston
- Bentla D’Coth
- Baba Sachiko
- Ri Hong-sil
- Hong Eun-ah
- Pannipar Kamnueng